# Кровопускання

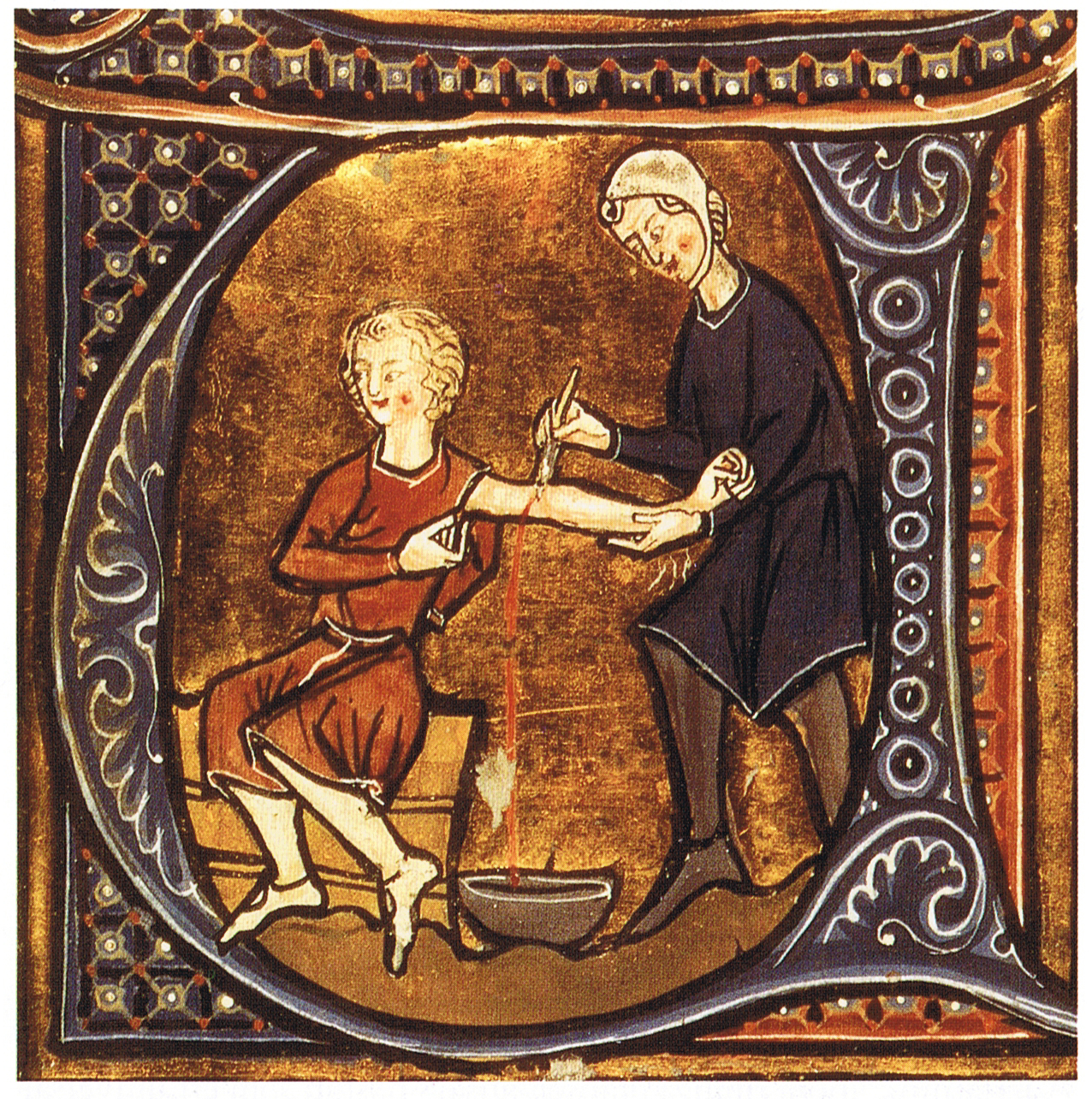
Кровопускання на середньовічній мініатюрі

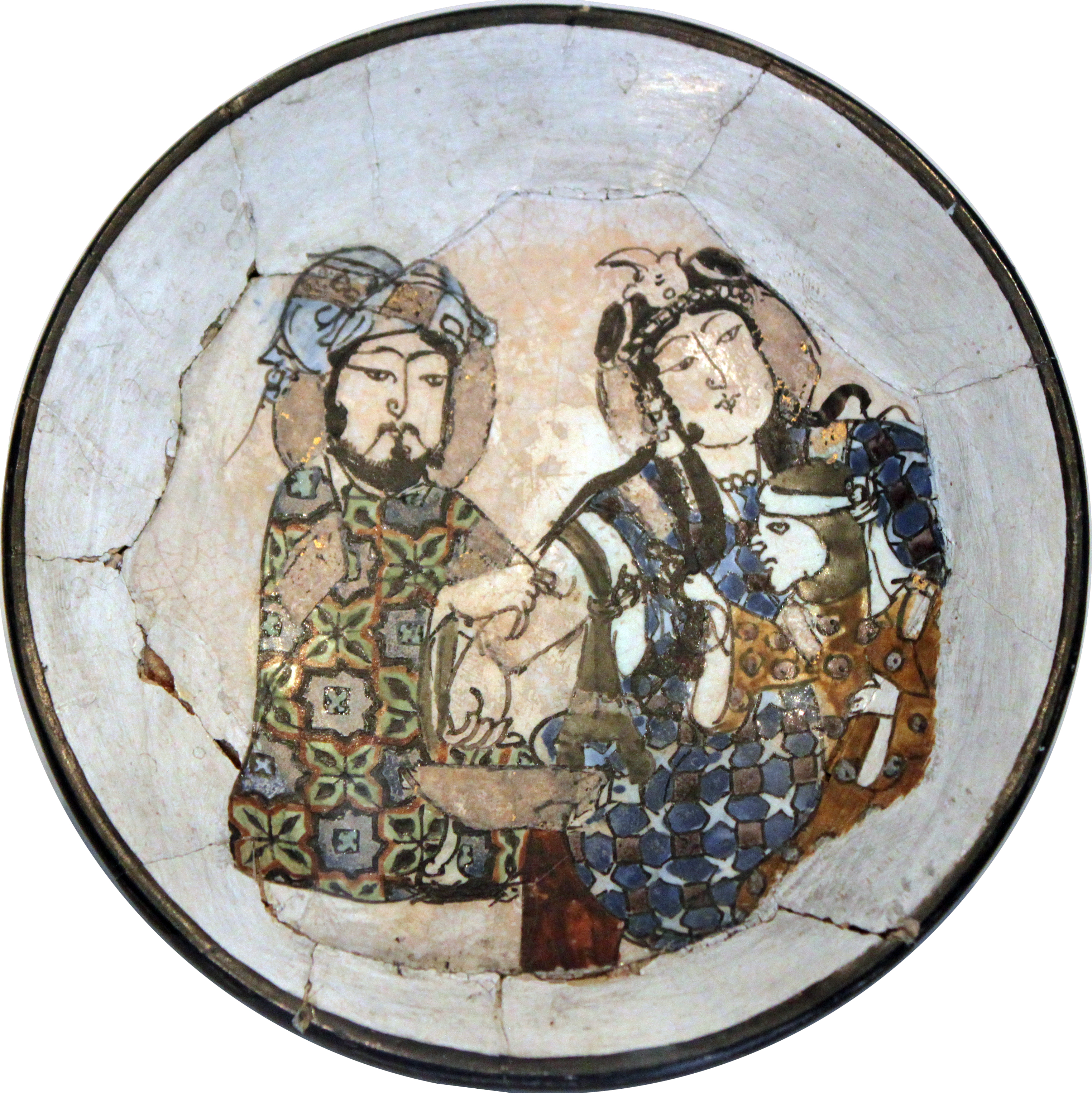
Іранська чаша зі сценою кровопускання

Кровопуска́ння — навмисний забір крові у пацієнта з метою профілактики або лікування хвороб. Кровопускання, чи то лікарем, чи п'явками, ґрунтувалося на стародавній медичній практиці, в якій кров та інші біологічні рідини розглядалися як «гумори», що мали залишатися в належному балансі для підтримання здоров'я. Це була найпоширеніша медична практика, яку застосовували хірурги від античності до кінця XIX століття, тобто понад 2000 років. В Європі ця практика залишалася відносно поширеною до кінця XIX століття. Нині сучасна медицина відмовилася від неї, за винятком кількох дуже специфічних захворювань. На початку XIX століття почали з'являтися дослідження, які вказували на шкідливий вплив кровопускання на здоров'я.
Сьогодні термін «флеботомія» означає забір крові для лабораторного аналізу або переливання крові. Терапевтична флеботомія означає забір одиниці крові у специфічних випадках, таких як гемохроматоз, поліцитемія, пізня шкірна порфірія тощо, для регулювання кількості еритроцитів. Традиційна медична практика кровопускання сьогодні вважається псевдонаукою.

## Історія використання методу

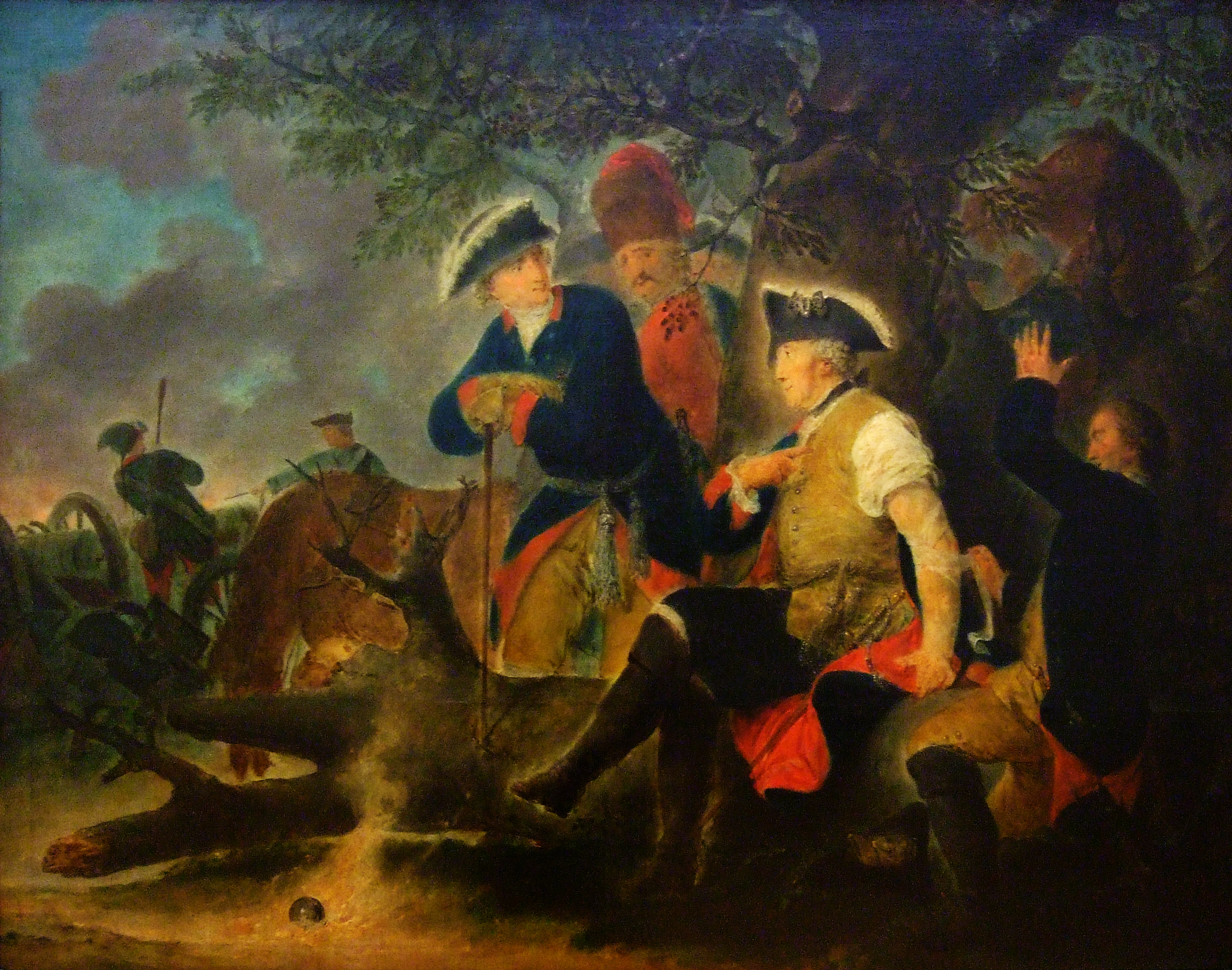
Фрідріх Великий. Фельдшер після кровопускання бинтує імператору руку. Бернгард Роде

Метод був популярним протягом майже 2 тисяч років, аж до кінця XIX століття, коли він поступово вийшов з ужитку. Кровопускання застосовували при серцево-судинній недостатності, пневмоніях, при різких підвищеннях кров'яного тиску, при отруєннях різними отрутами або токсичними факторами, що утворюються в самому організмі (уремія).
У середньовічній Європі теоретичним підґрунтям для кровопускання була помилкова думка про існування так званої зайвої крові — «плетори», яка нібито служила причиною багатьох хвороб. Виходячи з цієї помилкової передумови проводили необґрунтовано багато зайвих кровопускань практично для будь-якої патології, що призвело до дискредитації методу. Однак, в медичній традиції Китаю, Тибету, Індії існує виборчий і раціональний підхід до призначення кровопускання, і її застосовували з успіхом в медицині цих країн і до наших часів.
У середньовіччі метод кровопускання вважався звичайною практикою. Часто медики того часу, якими виступали ченці та представники різних релігійних орденів, застосовували процедуру навесні або восени. Кровопускання використовували й для лікування свійських тварин. Вважалося, що втрата крові прискорює її циркуляцію, а розвиток хвороб сповільнюється[джерело?].
Ібн Сіна у своєму «Каноні лікарської науки» писав про кровопускання: 
|  | Кровопускання є загальне спорожнення, яке призводить до виверження «надміру», а надміром [називається] перевищення [кількості] соків понад їх рівномірну [наявність] у судинах. Пускати кров слід у людей двох [типів]: один — це ті, хто схильний до хвороб і піддається їм, якщо у них стає багато крові, а інші — ті, хто вже піддався хворобам. Людям кожного з цих [типів] слід пускати кров або внаслідок великої кількості крові, або внаслідок поганої [якості] крові, або з обох причин відразу… |

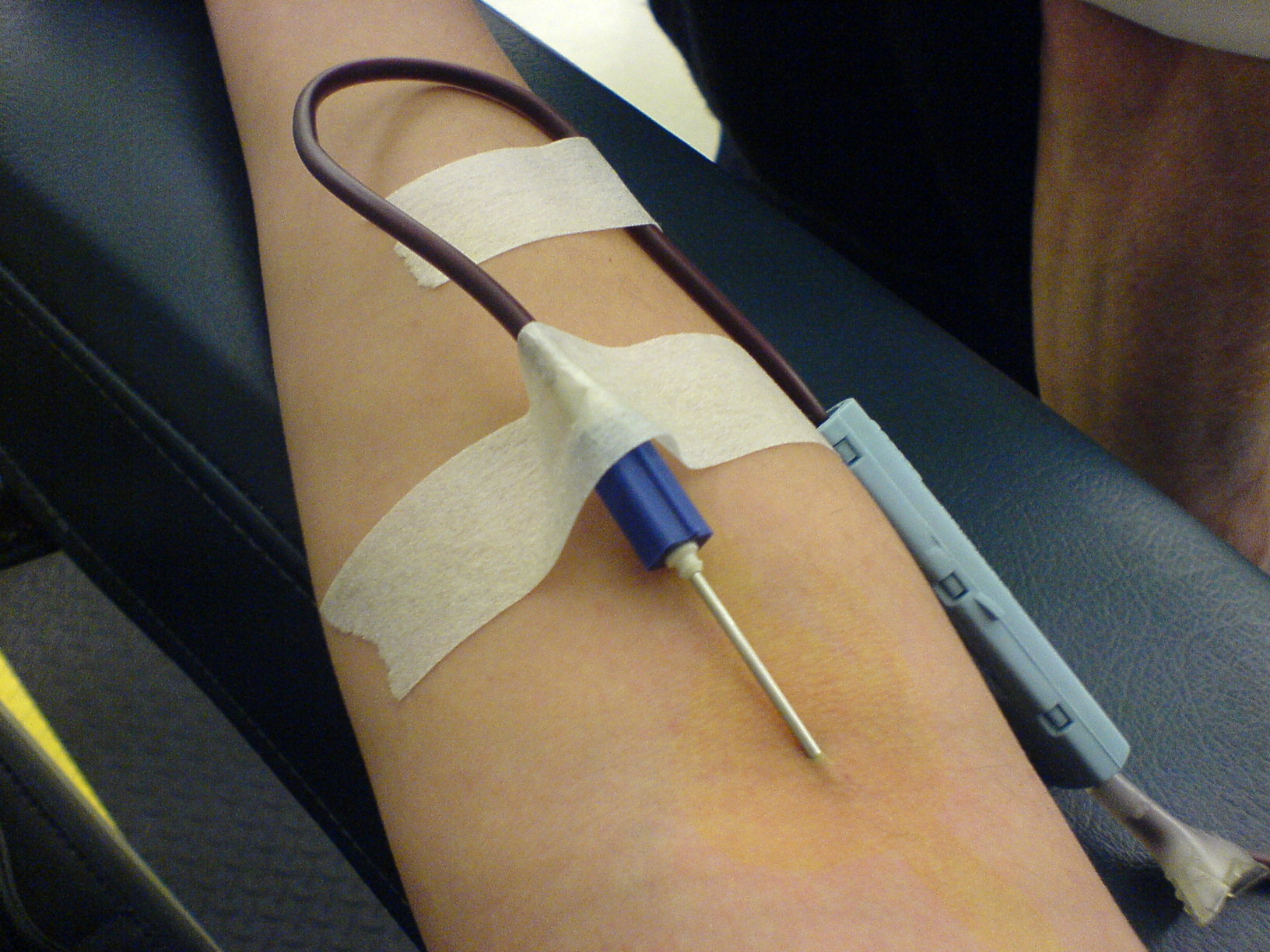
Венопункція

У «Енциклопедичному словнику Брокгауза і Єфрона» давали таке визначення: 
|  | Кровопускання — буває місцеве — за допомогою уколів, насічок, приставляння п'явок і апаратів, що відсмоктують кров, — і загальне — розрізанням деяких великих вен на шиї, руці або нозі. Кровопускання було відомо із сивої давнини індусам, а Гіппократ навіть залишив цілий трактат про нього. Протягом цього довгого періоду аж до наших днів кровопускання, користь і шкода його, були предметом постійних суперечок в медицині. В даний час в науці встановлені досить точні і визначені показання, значно обмежили коло його вживання. Місцеве кровопускання в більшості випадків використовується при явищах місцевого застою крові, при запаленнях тих чи інших органів і частин тіла. Виведенням більшої чи меншої кількості крові ми зменшуємо вміст вен і усуваємо перешкоди до правильному кровообігу у хворої частини тіла. Для виробництва місцевих кровопускання вдаються до п'явок… |

Крім лікувального, існувало і ритуальне кровопускання як заміна людського жертвопринесення. Ритуальне кровопускання мало широке поширення в доколумбових культурах Центральної Америки.